# منتخب الكاميرون لكأس ديفيز
منتخب الكاميرون لكأس ديفيز (بالإنجليزية: Cameroon Davis Cup team)‏ هو ممثل الكاميرون الرسمي في كرة المضرب في كأس ديفيز.